# Mohave Valley
Mohave Valley es un lugar designado por el censo ubicado en el condado de Mohave en el estado estadounidense de Arizona. En el Censo de 2010 tenía una población de 2616 habitantes y una densidad poblacional de 71,94 personas por km².

## Geografía
Mohave Valley se encuentra ubicado en las coordenadas 34°54′9″N 114°34′33″O / 34.90250, -114.57583. Según la Oficina del Censo de los Estados Unidos, Mohave Valley tiene una superficie total de 36.36 km², de la cual 36.32 km² corresponden a tierra firme y (0.11%) 0.04 km² es agua.

## Demografía
Según el censo de 2010, había 2.616 personas residiendo en Mohave Valley. La densidad de población era de 71,94 hab./km². De los 2.616 habitantes, Mohave Valley estaba compuesto por el 80.89% blancos, el 0.65% eran afroamericanos, el 3.9% eran amerindios, el 0.54% eran asiáticos, el 0.19% eran isleños del Pacífico, el 8.52% eran de otras razas y el 5.31% pertenecían a dos o más razas. Del total de la población el 21.02% eran hispanos o latinos de cualquier raza.